# Федоренко (хутор)
Федоренко — хутор в Тихорецком районе Краснодарского края России.
Входит в состав Хопёрского сельского поселения.

## Население
| 2002 | 2010 |
| ---- | ---- |
| 62   | ↘45  |

## Улицы
На хуторе имеется одна улица — Мира.